# Zeno Roth
Zeno Roth, właśc. Jochen Roth (ur. 30 czerwca 1956 w Düsseldorfie, zm. 5 lutego 2018) – niemiecki gitarzysta rockowy, młodszy brat Ulego Jona Rotha byłego członka grupy Scorpions.

## Życiorys
W 1963 przeprowadził się do Hanoweru. W wieku 17–19 lat pobierał lekcje gry na skrzypcach. W 1974 roku założył swój pierwszy zespół o nazwie Black Angel, który koncertował na terenie Niemiec. Zespół jednak rozpadł się w 1977 roku. W rok później Zeno Roth przeprowadził się do Wielkiej Brytanii. Wtedy zaczął się czas pisania utworów, które swoje światło dzienne ujrzały w momencie utworzenia kolejnej grupy o nazwie Zeno w lutym 1984 roku. Muzyka tejże grupy to melodyjny rock. Najsłynniejszymi utworami zespołu są: "Eastern Sun", "A little more love" i "Love will live". Dodatkowo Zeno Roth brał udział w różnych przedsięwzięciach koncertowych np. w kwietniu 1991 w zorganizowanym przez jego brata, Ulego Jona, koncercie o nazwie: "The Jimi Hendrix Concert". Od sierpnia 2000 mieszkał w Wielkiej Brytanii, gdzie dalej pracował w branży muzycznej.

## Dyskografia
- Zeno (1986)
- Zenology (1994)
- Listen To The Light (1998)
- Zenology II (2005)
- Runway To The Gods (2006)

## Muzycy, z którymi pracował
- Ule Ritgen – bas
- Achim Kirschining – klawisze
- Frank Tolle – perkusja
- Michael Flexig – wokal
- Chuck Burgi – perkusja
- Stuart Elliot – perkusja
- Carl Marsh – klawisze
- Don Airey – klawisze
- Chris Thompson
- Rod Morgenstein – perkusja
- Larry Dvoskin – klawisze
- Tommy Heart – wokal